# 食虫阿浓蛛
食虫阿浓蛛（学名：Arundognatha vermiventris）为肖峭科阿浓蛛属的动物。在中国大陆，分布于湖北等地。该物种的模式产地在武昌。